# الکساندرا لونکا
الکساندرا لونکا (انگلیسی: Alexandra Lunca؛ زادهٔ ۲۲ اوت ۱۹۹۵) بازیکن فوتبال اهل رومانی است.
وی همچنین در تیم‌های ملی فوتبال Romania women's national under-17 football team, Romania women's national under-19 football team، و Romania women's national football team بازی کرده‌است.